# 響板
響板（英語：Castanets）是木製的敲擊樂器，屬於體鳴樂器，是一件擁有非常長久歷史的樂器，起源已無從考察，但在考古文物中，希臘、埃及、和腓尼基等早在遠古時期已經出現，而現時已成為民間音樂中重要伴奏樂器的西班牙，其摩爾人的祖先亦早至公元一世紀開始使用響板。

## 構造
古時的響板並不一定以木頭為原材料，有不少證據都顯示骨頭亦是響板的主要製造材料，因此，早期的響板又可以稱為 Clappers (即拍板)。
響板是由最少兩塊木板所組成，木板的一端通常都被切割成圓形或橢園形，另一邊則預留少許位置用來串連起來，外圍稍作修整後，把木板其中一面的中央部份做成挖一個洞（但不鑽穿木板），最後把兩塊木板用繩串起，鑽孔向內，便完成了一隻響板。
以往製造響板的木材大都為栗樹、玉檀木或黃檀木，其中西班牙語的字根（Castaña）就是栗樹的意思。現代則大都改以較平的原枓製造,包括了塑膠、玻璃纖維、平價木材等。

### 種類
為了迎合不同需要，開始出現了不同類型的響板，現時較流行的款式有下列三種：
1. 只用兩塊木板，用繩將一端串連起來；
2. 在兩塊板中間加入附有手柄的和隔板的手搖響板；最早出現手柄響板可以追溯至荷蘭畫家威納·凡·丹·華卻特（Werner van den Valckert (Walchert)）的一幅作品上。[3]
3. 較常在管絃樂隊中應用的「響板機」，將兩塊響板一左一右的安裝在一塊板面上，有鑽孔的一面朝下。

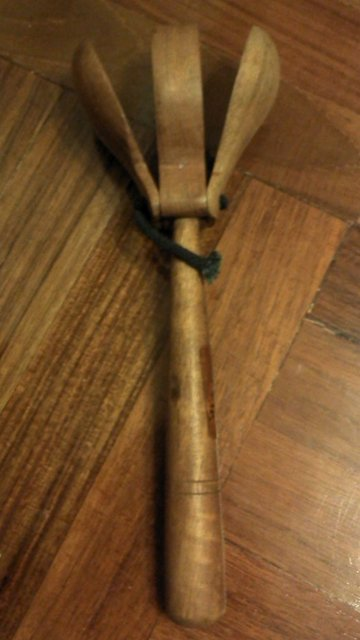
附加了手柄的響板 (側面)
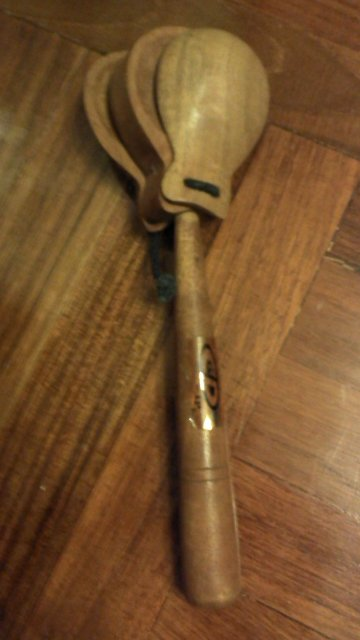
附加了手柄的響板 (正面)

## 演奏方法

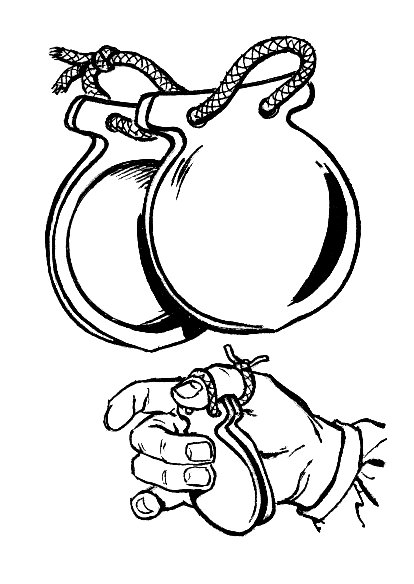
普通響板的演奏方法，注意圖中所顯示的是利用兩隻手指和手掌位去承托響板，亦可接受。

- 普通響板：響板置於虎口位置，一面用姆指，另一面則利用食指或(和)中指扶持著，然後靠手指的夾動令響板發聲。如果串連響板的繩子屬於有彈力的而且又繫緊時，拍按後響板會回復原位，但如果只由普通繩子所串連，則先要把手指穿過繩圈並索緊後，才可以令響板打拍打後返回原位。
- 手搖響板：單手或雙手持手柄，然後藉手腕的上下擺動，令響板和中間的隔板撞擊而發聲。手搖響板可以懸空演奏，或當演奏者坐著演奏時，把手搖響板靠近大腿，藉著大腿肌肉的反彈力來協助擊板。
- 響板機：演奏時用左右兩手各控制一塊木板，拍打響板使其和板面撞擊而產生聲響。這種方法能擊出相當仔細而密集的節奏。

## 響板和西班牙的弗拉明戈
很多人都會將響板和西班牙的弗拉明戈舞蹈串連起來，然而，根據當地習慣，並不是所有的弗拉明戈都會伴以響板，只有兩種舞種則經常會用上：斷續調（siguiriyas）和桑普拉（亦稱摩爾派對），另外在西班牙的民間舞蹈希維拉納和學院式波萊羅（Escuela bolera）亦會採用響板。

## 部份有運用響板的著名樂曲
- 盧利：多部歌劇
- 比才：《卡門》
- 林姆斯基-高沙可夫：《西班牙隨想曲》
- 柴可夫斯基：《胡桃夾子》
- 華格納：《湯豪瑟》
- 華爾頓：《假面舞會》
- 理察·史特勞斯：《莎樂美》
- 拉威爾：《西班牙狂想曲》
- 浦朗克：雙鋼琴協奏曲
- 米堯：《獻祭的女人》
- 蕭士達高維契：第13, 14 及15交響曲
- 卡爾·祖健士（英语：Karl Jenkins）：Tangollen